# Яніково (Вармінсько-Мазурське воєводство)
Яніково (пол. Janikowo, нім. Hanshagen) — село в Польщі, у гміні Гурово-Ілавецьке Бартошицького повіту Вармінсько-Мазурського воєводства.
Населення — 178 осіб (2011).

## Демографія
Демографічна структура станом на 31 березня 2011 року:
|          | Загалом | Допрацездатний вік | Працездатний вік | Постпрацездатний вік |
| -------- | ------- | ------------------ | ---------------- | -------------------- |
| Чоловіки | 99      | 18                 | 70               | 11                   |
| Жінки    | 79      | 12                 | 39               | 28                   |
| Разом    | 178     | 30                 | 109              | 39                   |